# NSWRL 1973
Die NSWRL 1973 war die 66. Saison der New South Wales Rugby League Premiership, der ersten australischen Rugby-League-Meisterschaft. Den ersten Tabellenplatz nach Ende der regulären Saison belegten die Manly-Warringah Sea Eagles. Diese gewannen im Finale 10:7 gegen die Cronulla-Sutherland Sharks und gewannen damit die NSWRL zum zweiten Mal.

## Tabelle
|      | Team                          | Spiele | Siege | Unent. | Ndlg. | Spiel- punkte | Diff. | Tabellen- punkte |
| ---- | ----------------------------- | ------ | ----- | ------ | ----- | ------------- | ----- | ---------------- |
| 01.  | Manly-Warringah Sea Eagles    | 22     | 17    | 1      | 4     | 500:226       | + 274 | 35               |
| 02.  | Cronulla-Sutherland Sharks    | 22     | 17    | 0      | 5     | 389:219       | + 170 | 34               |
| 03.  | St. George Dragons            | 22     | 15    | 0      | 7     | 372:213       | + 159 | 30               |
| 04.  | Newtown Jets                  | 22     | 14    | 0      | 8     | 358:224       | + 134 | 28               |
| 05.  | Canterbury-Bankstown Bulldogs | 22     | 12    | 1      | 9     | 369:269       | + 100 | 25               |
| 06.  | Eastern Suburbs Roosters      | 22     | 12    | 0      | 10    | 415:314       | + 101 | 24               |
| 07.  | South Sydney Rabbitohs        | 22     | 11    | 1      | 10    | 345:367       | - 22  | 23               |
| 08.  | North Sydney Bears            | 22     | 7     | 1      | 14    | 239:350       | - 101 | 15               |
| 09.  | Western Suburbs Magpies       | 22     | 7     | 0      | 15    | 310:414       | - 104 | 14               |
| 010. | Balmain Tigers                | 22     | 7     | 0      | 15    | 254:495       | - 241 | 14               |
| 011. | Parramatta Eels               | 22     | 6     | 0      | 16    | 275:492       | - 217 | 12               |
| 012. | Penrith Panthers              | 22     | 5     | 0      | 17    | 272:525       | - 253 | 10               |

## Playoffs

### Ausscheidungs/Qualifikationsplayoffs
| 25. August | Cronulla-Sutherland Sharks | 18 : 0 | St. George Dragons | Sydney Cricket Ground, Sydney Zuschauer: 37.778 Schiedsrichter: Keith Page |
| 25. August | Bericht                    |        |                    | Sydney Cricket Ground, Sydney Zuschauer: 37.778 Schiedsrichter: Keith Page |

| 26. August | Newtown Jets | 13 : 2 | Canterbury-Bankstown Bulldogs | Sydney Sports Ground, Sydney Zuschauer: 17.778 Schiedsrichter: Keith Page |
| 26. August | Bericht      |        |                               | Sydney Sports Ground, Sydney Zuschauer: 17.778 Schiedsrichter: Keith Page |

| 1. September | Manly-Warringah Sea Eagles | 14 : 4 | Cronulla-Sutherland Sharks | Sydney Cricket Ground, Sydney Zuschauer: 41.898 Schiedsrichter: Keith Page |
| 1. September | Bericht                    |        |                            | Sydney Cricket Ground, Sydney Zuschauer: 41.898 Schiedsrichter: Keith Page |

| 2. September | St. George Dragons | 12 : 12 | Newtown Jets | Sydney Cricket Ground, Sydney Zuschauer: 24.390 Schiedsrichter: Keith Page |
| 2. September | Bericht            |         |              | Sydney Cricket Ground, Sydney Zuschauer: 24.390 Schiedsrichter: Keith Page |

Wiederholungsspiel
| 4. September | Newtown Jets | 8 : 5 | St. George Dragons | Sydney Sports Ground, Sydney Zuschauer: 27.791 Schiedsrichter: Keith Page |
| 4. September | Bericht      |       |                    | Sydney Sports Ground, Sydney Zuschauer: 27.791 Schiedsrichter: Keith Page |

### Halbfinale
| 8. September | Cronulla-Sutherland Sharks | 20 : 11 | Newtown Jets | Sydney Cricket Ground, Sydney Zuschauer: 30.649 Schiedsrichter: Keith Page |
| 8. September | Bericht                    |         |              | Sydney Cricket Ground, Sydney Zuschauer: 30.649 Schiedsrichter: Keith Page |

### Grand Final
| 15. September | Manly-Warringah Sea Eagles                   | 10 : 7        | Cronulla-Sutherland Sharks                                        | Sydney Cricket Ground, Sydney Zuschauer: 52.044 Schiedsrichter: Keith Page |
| 15. September | Versuche: Fulton (2) Erhöhungen: Eadie (2/2) | (5:0) Bericht | Versuche: Bourke Erhöhungen: Rogers (1/1) Straftritte: Rogers (1) | Sydney Cricket Ground, Sydney Zuschauer: 52.044 Schiedsrichter: Keith Page |

| 1                  | Graham Eadie     |
| 2                  | Ken Irvine       |
| 3                  | Ray Branighan    |
| 4                  | Robert Fulton    |
| 5                  | Max Brown        |
| 6                  | Ian Martin       |
| 7                  | Johnny Mayes     |
| 8                  | William Hamilton |
| 9                  | Fred Jones       |
| 10                 | John O’Neill     |
| 11                 | Peter Peters     |
| 12                 | Terry Randall    |
| 13                 | Malcolm Reilly   |
| Auswechselspieler: |                  |
| 14                 | John Bucknall    |

| 1                  | Warren Fisher |
| 2                  | Ray Corcoran  |
| 3                  | Steve Rogers  |
| 4                  | Eric Archer   |
| 5                  | Bob Wear      |
| 6                  | Chris Wellman |
| 7                  | Tommy Bishop  |
| 8                  | Cliff Watson  |
| 9                  | Ron Turner    |
| 10                 | Grahame Bowen |
| 11                 | Ken Maddison  |
| 12                 | John Maguire  |
| 13                 | Greg Pierce   |
| Auswechselspieler: |               |
| 19                 | Rick Bourke   |